# كسر جونز

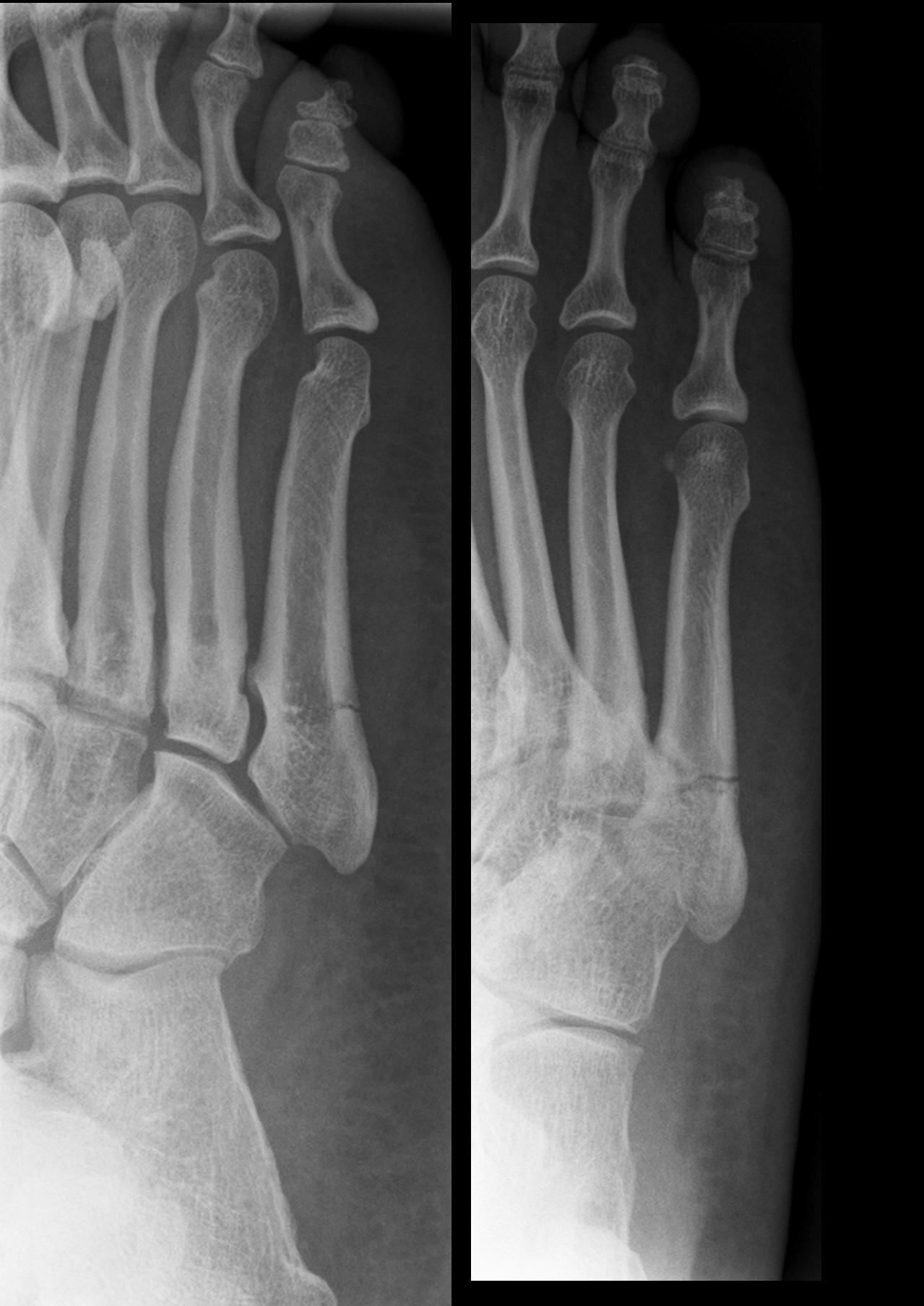
يظهر الكسر أقصى يمين الأشعة في قاعدة المشطية الخامسة

كسر جونز (بالإنجليزية: Jones fracture)‏ هو كسر يصيب قاعدة المشطية الخامسة للقدم، وهي المشطية الواقعة عند قاعدة إصبع القدم الأصغر. ويشكو المصاب بهذا الكسر من ألم وتورم بهذه المنطقة مع صعوبة في المشي.
يعالج هذا الكسر بتجبيس القدم المصابة لمدة تتراوح بين أربعة وثمانية أسابيع، وتلتئم ثلاثة أرباع هذه الكسور بهذه الطريقة. وقد تحتاج بعض الكسور التثبيت الداخلي باستخدام شريحة أو سلك كيرشنر، وذلك في حالة عدم الالتئام بعد استخدام الجبس لفترة كافية، أو في حالة بعض الرياضيين المحترفين الذين لا تسمح ظروف احترافهم الرياضي لهم بالبقاء في الجبس لفترات طويلة.
أول من وصف هذا الكسر وصفًا علميًا هو جرّاح العظام البريطاني السير روبرت جونز في مقال نشره في «حوليات الجراحة» (بالإنجليزية: Annals of Surgery)‏ سنة 1902، وكان جونز نفسه قد أصيب بهذا الكسر أثناء الرقص.

## معرض صور

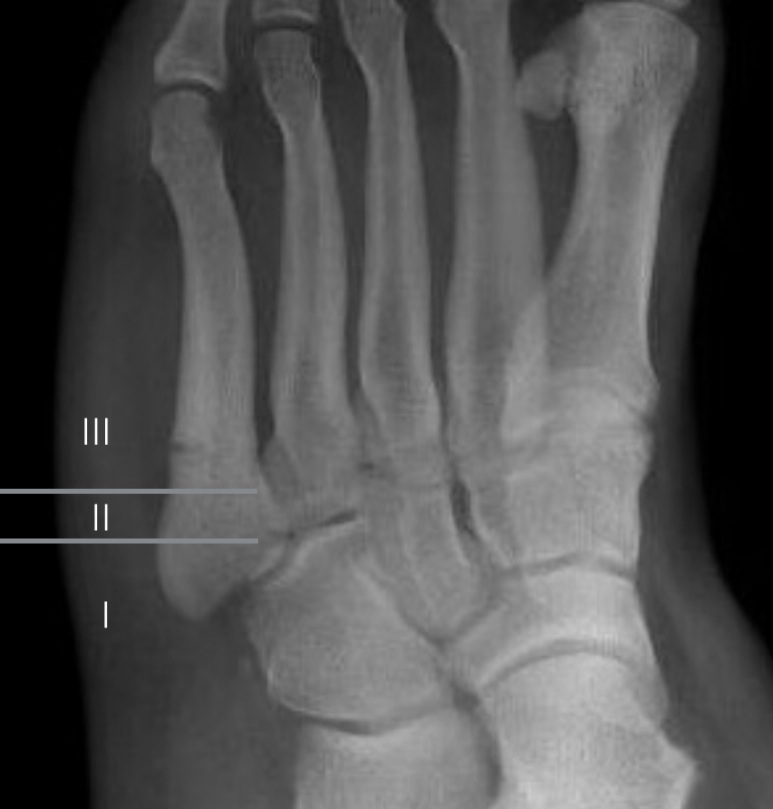
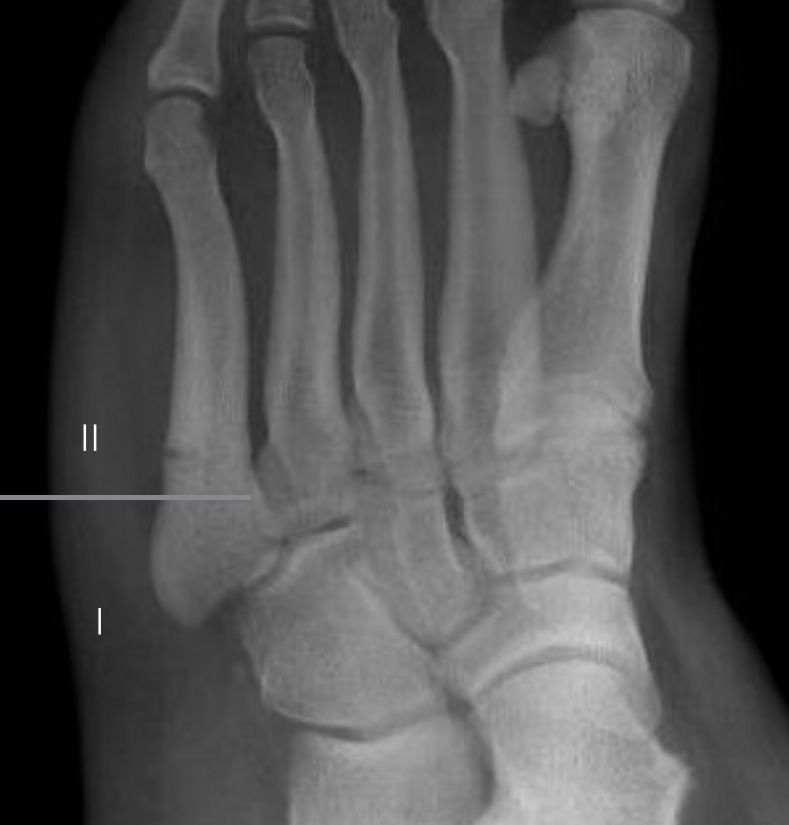
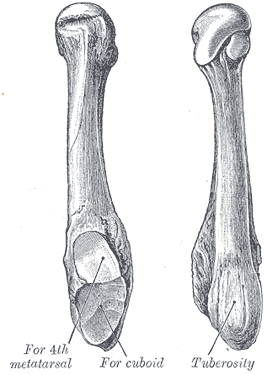